# Santa Rosa (Nueva Ecija)
Santa Rosa (Bayan ng Santa Rosa) är en kommun i Filippinerna. Kommunen ligger på ön Luzon, och tillhör provinsen Nueva Ecija. Folkmängden uppgår till 51 804 invånare.

## Barangayer
Santa Rosa är indelat i 33 barangayer.
| - Cojuangco (Pob.) - La Fuente - Liwayway - Malacañang - Maliolio - Mapalad - Rizal (Pob.) - Rajal Centro - Rajal Norte - Rajal Sur - San Gregorio | - San Mariano - San Pedro - Santo Rosario - Soledad - Valenzuela (Pob.) - Zamora (Pob.) - Aguinaldo - Berang - Burgos - Del Pilar - Gomez | - Inspector - Isla - Lourdes - Luna - Mabini - San Isidro - San Joseph - Santa Teresita - Sapsap - Tagpos - Tramo |